# Oropyrodes maculicollis
Oropyrodes maculicollis là một loài bọ cánh cứng trong họ Cerambycidae.